# Allactaginae
Sous-famille
La sous-famille des Allactaginae a été créée par le zoologiste russe Boris Stepanovich Vinogradov (1891-1958) en 1925. Elle regroupe trois genres de gerboises, rongeurs sauteurs à longues pattes arrière, de la famille des Dipodidés.

## Liste des genres
Selon ITIS (14 mai 2012) et Mammal Species of the World (version 3, 2005)  (14 mai 2012) :
- genre Allactaga F. Cuvier, 1837
- genre Allactodipus Kolesnikov, 1937. Genre monotypique : Gerboise de Bobrinski
- genre Pygeretmus Gloger, 1841

### Liste des sous-genres
Selon Mammal Species of the World (version 3, 2005)  (14 mai 2012) :
- genre Allactaga
  - sous-genre Allactaga (Allactaga)
  - sous-genre Allactaga (Orientallactaga)
  - sous-genre Allactaga (Paralactaga)
  - sous-genre Allactaga (Scarturus)
- genre Allactodipus
- genre Pygeretmus
  - sous-genre Pygeretmus (Alactagulus)
  - sous-genre Pygeretmus (Pygeretmus)